# 118 Batalion Schutzmannschaft
118. batalion Schutzmannschaft (niem. Ukrainische Schutzmannschafts–Bataillon F/118) – kolaborancki batalion policyjny na służbie niemieckiej, istniejący w latach 1942–1944, uczestniczący w akcjach przeciwpartyzanckich i pacyfikacyjnych na tyłach frontu wschodniego podczas II wojny światowej, odpowiedzialny za liczne zbrodnie wojenne.
Batalion sformowano wiosną 1942 roku w Kijowie z byłych członków Kurenia Bukowińskiego, służących wcześniej w 3. kompanii 115. batalionu Schutzmannschaft, oraz byłych żołnierzy sowieckich, zwerbowanych w obozach jenieckich. Początkowo jego skład narodowościowy był niemal czysto ukraiński, z czasem wzrosła jednak liczba policjantów pochodzenia rosyjskiego i białoruskiego. Batalion posiadał również niemiecką kadrę dowódczą. Początkowo stacjonował na terenie Komisariatu Rzeszy Ukraina, gdzie brał udział m.in. w masowych egzekucjach w Babim Jarze. Pod koniec 1942 roku został przerzucony na okupowaną Białoruś z zadaniem zwalczania sowieckiej partyzantki. Podczas służby na Białorusi jego członkowie dopuścili się licznych zbrodni na ludności cywilnej, odgrywając m.in. kluczową rolę podczas pacyfikacji Chatynia.
W lipcu 1944 roku batalion został wycofany do Prus Wschodnich, gdzie scalono go z 115. batalionem Schutzmannschaft, tworząc 63. batalion Schutzmannschaft. Jednostka ta została następnie wcielona w skład 30 Dywizji Grenadierów SS.

## Historia

### Utworzenie jednostki
Geneza jednostki sięga lipca 1941 roku, kiedy to spośród uczestników antysowieckiego powstania na Bukowinie sformowano ukraińską formację zbrojną o nazwie Kureń Bukowiński. Jej twórcą i dowódcą był Petro Wojnowski – krajowy prowidnyk OUN dla Bukowiny i Besarabii. Pod względem politycznym formacja była podporządkowana OUN-M. Kureń Bukowiński w ślad za oddziałami niemieckiego Wehrmachtu wyruszył w głąb Ukrainy. Z samej Bukowiny wymaszerowało przy tym około 900 melnykowców, lecz dzięki dołączeniu grup OUN-M z Zakarpacia i innych regionów, liczebność Kurenia miała wzrosnąć w kolejnych miesiącach do około 1,5–1,7 tys. Jesienią 1941 roku docierali oni stopniowo do zajętego przez Niemców Kijowa, przy czym pierwsza ich grupa prawdopodobnie znalazła się w mieście już we wrześniu.
Członkowie OUN-M, którzy jesienią 1941 roku przybyli do Kijowa w szeregach Kurenia Bukowińskiego, wzięli udział w prześladowaniach miejscowych Żydów oraz grabieży ich mienia. Jest także możliwe, że bezpośrednio uczestniczyli w ich eksterminacji, w tym podczas masowych egzekucji w Babim Jarze.
W okupowanym Kijowie członkowie Kurenia Bukowińskiego pełnili rolę policji pomocniczej. Na przełomie 1941 i 1942 roku Niemcy uznawali ich za najlepsze i najbardziej godne zaufania kadry policji kijowskiej. Niemniej gdy w lutym 1942 roku Gestapo przystąpiło do rozprawy z OUN-M, represje nie ominęły także Kurenia. Według źródeł ukraińskich wielu oficerów i podoficerów zostało wtedy aresztowanych i zamordowanych. Pozostałych członków Kurenia, bez większego oporu z ich strony, wcielono w szeregi Schutzmannschaft.
Początkowo byli członkowie Kurenia Bukowińskiego służyli w szeregach 115. batalionu Schutzmannschaft. Niewielka ich liczba trafiła również do 109. batalionu Schutzmannschaft. Wiosną 1943 roku niemieckie władze policyjne podjęły jednak decyzję, by na bazie dotychczasowej 3. kompanii 115. batalionu przystąpić do organizacji nowego 118. batalionu Schutzmannschaft.

### Struktura i skład osobowy

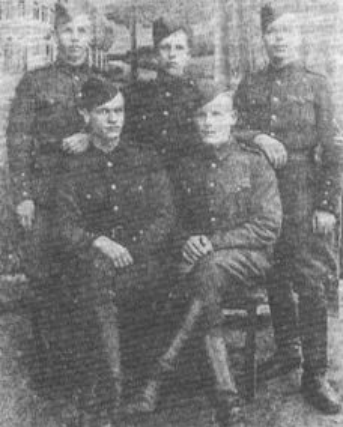
Funkcjonariusze 2. kompanii 118. batalionu Schutzmannschaft

Dowódcą 118. batalionu Schutzmannschaft został 56-letni oficer niemieckiej policji, mjr Erich Körner. Miał on do dyspozycji niemiecki sztab, którego szefem był Emil Zass.
Zastępcą dowódcy batalionu i najwyższym rangą nie-Niemcem w jego szeregach był mjr Kostiantyn Smowśkyj (Konstanty Smowski) – uprzednio oficer Armii Czynnej Ukraińskiej Republiki Ludowej oraz Wojska Polskiego. Adiutantem batalionu i szefem jego ukraińskiego sztabu był natomiast 27-letni por. Hryhorij Wasiura – przed wojną lejtnant Armii Czerwonej. Ze względu na zaawansowany wiek i zły stan zdrowia Körnera w praktyce to Wasiura dowodził na co dzień batalionem.
Łącznie w szeregach batalionu służyło około 500 policjantów. Według powojennych zeznań Wasiury było wśród nich około 40 Niemców. Wyjąwszy tę grupę, skład osobowy batalionu był początkowo niemal czysto ukraiński. Później – już po przerzuceniu jednostki na Białoruś – w jego szeregach pojawiła się także pewna liczba Rosjan i Białorusinów. Ustalono ponadto fakt obecności w batalionie przedstawicieli innych narodów ZSRR, w tym jednego Osetyjczyka i jednego Ormianina. Niemniej Ukraińcy nadal stanowili wyraźną większość w szeregach jednostki.
Batalion składał się z trzech kompanii, które z kolei dzieliły się na trzy plutony, każdy po 10–13 policjantów. Każda kompania i pluton miały niemieckiego dowódcę i jego ukraińskiego zastępcę. Według Wasiury kompaniami dowodzili odpowiednio:
- 1. kompania – kpt. Hans Woellke, zastępca Winnicki,
- 2. kompania – Herman, zastępca Franczuk,
- 3. kompania – Müller, zastępca Naradko.

1. kompania – czyli dawna 3. kompania 115. batalionu – składała się z byłych członków Kurenia Bukowińskiego. W jej szeregach służyło około 100 policjantów. Była najlepiej uzbrojona i uważano ją za elitę batalionu. Pozostałe dwie kompanie były natomiast złożone z byłych żołnierzy Armii Czerwonej, których zwerbowano w obozach jenieckich. Większość pochodziła z terenów Ukraińskiej SRR. Ochotnikom obiecywano, że będą pełnić służbę na terytorium Ukrainy, a ich zadania rzekomo miały się sprowadzać przede wszystkim do pełnienia służby wartowniczej.
Z zeznań byłych policjantów wynika, że w akcjach bojowych uczestniczyły przede wszystkim 1. i 3. kompanie. Ta pierwsza, której członków uważano za szczególnie bezwzględnych, była wyznaczana do udziału w najbrutalniejszych akcjach pacyfikacyjnych. Z kolei 2. kompanii prawdopodobnie powierzano przede wszystkim zadania o charakterze logistycznym.
Policjanci nosili początkowo mundury przedwojennej armii litewskiej.

### Stosunki w panujące w jednostce
118. batalion Schutzmannschaft nie stanowił monolitu. Ochotnicy z zachodniej Ukrainy oraz byli jeńcy pochodzący z terenów Ukraińskiej SSR traktowali się z dystansem, a wręcz z niechęcią.
W szeregach szerzyła się również demoralizacja. Po wojnie Wasiura opisywał swoich podwładnych jako „bandę oprychów, dla których najważniejszymi były pijaństwo i rabunek”. Niektórych oficerów i podoficerów opisywał także jako sadystów i gwałcicieli. Z drugiej strony on sam i inni oficerowie budzili strach wśród podwładnych ze względu na stosowanie skrajnie brutalnych środków dyscyplinarnych.
W 1943 roku kilkudziesięciu policjantów zdezerterowało i wstąpiło do UPA na Wołyniu. Ich doświadczenia z akcji eksterminacyjnych na Białorusi wykorzystano niedługo później podczas masowych mordów na ludności polskiej.

### Udział w „Bandenbekämpfung”
Początkowo 118. batalion Schutzmannschaft stacjonował w Kijowie. Jesienią 1942 roku służący w nim policjanci uczestniczyli w egzekucjach w Babim Jarze.
W listopadzie lub grudniu 1942 roku batalion został przerzucony do Mińska. Policjanci spędzili tam około trzy tygodnie, remontując swoje koszary i okoliczne drogi. Następnie batalion został przeniesiony do miejscowości Pleszczenice. Jego zadaniem było odtąd zwalczanie sowieckiej partyzantki.
6 stycznia 1943 roku batalion spacyfikował wieś Chmielewiczi, niemal doszczętnie paląc zabudowania i mordując co najmniej kilka osób. 17 lutego pod Zareczem patrol w sile około 80 policjantów został zaatakowany przez blisko 120 partyzantów. Kolaboranci ponieśli wtedy straty w wysokości 10 zabitych i dwóch zaginionych, zostali także zmuszeni do odwrotu i porzucenia zwłok zabitych kolegów. Niedługo później spacyfikowali Zarecze oraz pobliską wieś Koteli, dokonując licznych podpaleń oraz mordując od 14 do kilkudziesięciu cywilów. W kolejnych tygodniach przeprowadzili akcje pacyfikacyjne we wsiach Bobrowo i Osowy. W tej pierwszej 7 marca zabili dwóch mężczyzn podejrzewanych o współpracę z partyzantką, w drugiej grupę mężczyzn spalili żywcem w budynku szkoły. Per Anders Rudling podaje, że w tym okresie batalion uczestniczył w operacjach przeciwpartyzanckich „Hornung” (luty, rejon słucki) i „Wandsbeck”.

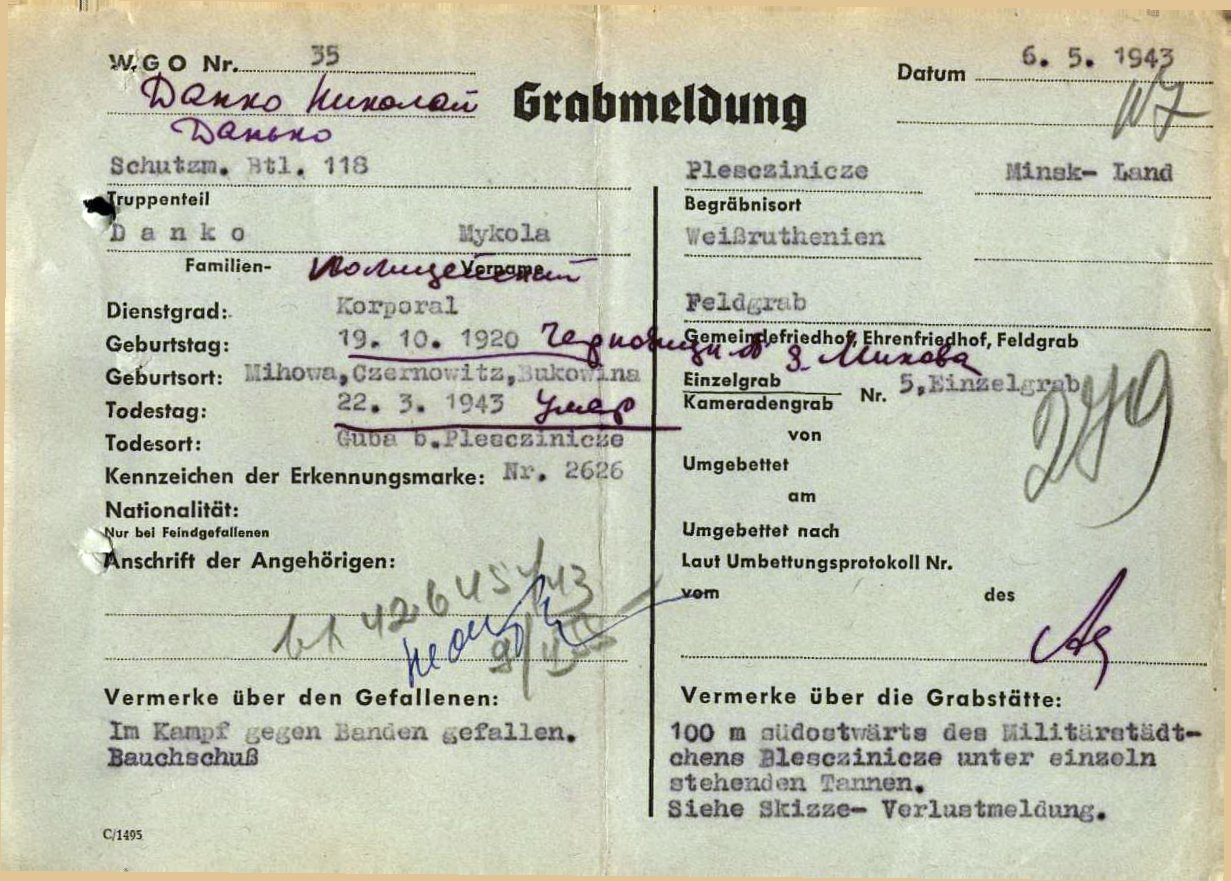
Akt zgonu Mykoły Danki, jednego z policjantów zabitych 22 marca 1943 w partyzanckiej zasadzce na szosie między Łohojskiem a Pleszczenicami

22 marca 1943 roku na szosie między Łohojskiem a Pleszczenicami sowieccy partyzanci urządzili zasadzkę na kolumnę samochodową 118. batalionu. W walce zginęło pięciu Niemców i Ukraińców, w tym niemiecki dowódca 1. kompanii kpt. Hans Woellke. Jeszcze tego samego popołudnia policjanci z 1. i 3. kompanii, wsparci przez przybyłe z Łohojska pododdziały SS-Sonderbataillon „Dirlewanger”, spacyfikowali Chatyń, w którym ukryła się część partyzantów. Wieś doszczętnie spalono, mordując od 149 do 156 mieszkańców, w większości starców, kobiety i dzieci. Masakra w Chatyniu urosła po wojnie do rangi symbolu niemieckich zbrodni popełnionych na okupowanej Białorusi.
W kolejnych tygodniach batalion uczestniczył w następujących operacjach przeciwpartzanckich: „Lenz Süd” (kwiecień, okolice Borysowa), „Zauberflötte” (17–22 kwietnia, Mińsk), „Draufgänger I” i „Draufgänger II” (przełom kwietnia i maja, okolice Mołodeczna, Pleszczenic i Łohojska).
W maju 1943 roku batalion został przerzucony nad Berezynę, gdzie wkrótce wziął udział w wielkiej operacji przeciwpartyzanckiej o kryptonimie „Cottbus”. W jej trakcie policjanci przeprowadzili brutalne pacyfikacje wsi Dalkowiczi, Makow, Uborie, Nowa Wilejka, Stara Wilejka i Osowy. Latem 1943 roku spalili także wieś Chołmówka.
W czerwcu 1943 roku batalion został dyslokowany w rejon na północ od Nowogródka; jego sztab zajął kwatery w Lidzie. W lipcu i sierpniu tegoż roku batalion uczestniczył w operacji przeciwpartyzanckiej „Hermann”, wymierzonej w polskich i sowieckich partyzantów stacjonujących w Puszczy Nalibockiej. W jej trakcie policjanci zamordowali pewną liczbę żydowskich uciekinierów schwytanych podczas przeczesywania bagien i lasów.
Batalion stacjonował w okolicach Nowogródka do początków 1944 roku. Wiosną tegoż roku wziął udział w operacjach przeciwpartyzanckich „Regenschauer” i „Frühlingsfest” w rejonie Połocka i Lepla.

### Ostatni okres istnienia batalionu
118. batalion Schutzmannschaft stacjonował na Białorusi do lipca 1944 roku. Po rozgromieniu przez Armię Czerwoną niemieckiej Grupy Armii „Środek” został wycofany do okupowanej Polski, a stamtąd do Prus Wschodnich.
Podczas pobytu w Prusach Wschodnich batalion scalono z 115. batalionem Schutzmannschaft, tworząc w ten sposób 63. batalion Schutzmannschaft. Jednostka ta została następnie wcielona w skład 30 Dywizji Grenadierów SS, którą skierowano do Francji z zadaniem zwalczania tamtejszego ruchu oporu.

## Powojenne losy członków batalionu

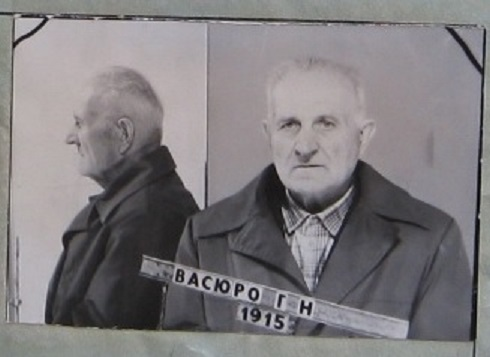
Hryhorij Wasiura. Zdjęcie wykonane w sowieckim więzieniu w 1986 roku.

Po wojnie około 100–120 ocalałych policjantów przymusowo repatriowano do ZSRR. W ramach masowych represji, które były wymierzone nie tylko w kolaborantów, lecz również w byłych jeńców wojennych, większość z nich aresztowano i uwięziono. Ci, którzy przetrwali pobyt w łagrach, wyszli na wolność po śmierci Józefa Stalina.
Na początku lat 70. KGB obwodu grodzieńskiego rozpoczął śledztwo wymierzone w byłych członków 118. batalionu Schutzmannschaft. Niedługo później zatrzymani zostali Ostap Knap oraz były policjant nazwiskiem Łazinski. Obu osądzono i skazano na karę śmierci, który to wyrok prezydium Rady Najwyższej Białoruskiej SRR zmniejszyło jednak do 15 lat pozbawienia wolności.
W 1974 roku rozpoczął się proces Wasilija Mieleszki, dowódcy plutonu w 1. kompanii 118. batalionu. Oskarżony został uznany winnym zbrodni na ludności cywilnej i skazany na karę śmierci. Wyrok wykonano.
W tym czasie sowiecki wymiar sprawiedliwości zainteresował się także osobą Hryhorija Wasiury. Początkowo został on wezwany jako świadek w śledztwie przeciwko Mieleszce. W czasie przesłuchania podawał się za ofiarę nazizmu. Mieleszko zeznał jednak, że Wasiura był w rzeczywistości jego przełożonym. Proces byłego szefa sztabu 118. batalionu rozpoczął się w listopadzie 1986 roku przed sądem wojskowym w Mińsku.  Wyrokiem z 26 grudnia 1986 roku Wasiura został uznany winnym stawianych mu zarzutów i skazany na karę śmierci. Stracono go 2 października 1987 roku.
Za zbrodnie popełnione w czasie służby w szeregach 118. batalionu Schutzmannschaft skazany na śmierć i stracony został ponadto Hryhorij Lakusta.
Ponad 30% policjantów pozostało po wojnie na Zachodzie. Nie pochodzili oni bowiem z terenów ZSRR w jego granicach sprzed 1939 roku, co pozwoliło im uniknąć deportacji i wydania w ręce NKWD. Był wśród nich ukraiński dowódca batalionu Kostiantyn Smowśkyj. Wyemigrował on do USA, gdzie zmarł w 1960 roku.
W Kanadzie zamieszkał z kolei Wołodymyr Katriuk – były członek Kurenia Bukowińskiego, a następnie sierżant w 1. kompanii 118. batalionu. Aktywnie uczestniczył w życiu tamtejszej ukraińskiej diaspory, został także honorowym obywatelem Czerniowców. Gdy na jaw wyszła jego wojenna przeszłość, wszczęto przeciwko niemu postępowanie w sprawie pozbawienia obywatelstwa i deportacji z Kanady. W 2007 roku zostało ono jednak umorzone z powodu braku wystarczających dowodów winy. Katriuk zmarł w 2015 roku.